# Andrej Brovč
Andrej Brovč, partizansko ime Janko Baški, slovenski delavec, član organizacije TIGR, partizan in politik, * 19. november 1909, Koritnica, Tolmin, † 18. oktober 1981, Golnik. 

## Življenje in delo
V mladost se je preživljal s priložnostnim kmečkim delom. V začetku 39-tih let 20. stoletja se je v Rutu povezal s člani organizacije TIGR in z njimi sodeloval pri propagandnem delu. Oktobra 1936 je bil izdan in je pred aretacijo pobegnil v Kraljevino Jugoslavijo. Marca 1937 se je zaposlil v kranjskem podjetju Jugočeška (kasneje ISKRA Kranj) in se vključil v delavsko gibanje in politično življenje. Oktobra 1938 se je po stikih s Stanetom Žagarjem vključil v Komunistično partijo Slovenije. Ob napadu na Kraljevino Jugoslavijo aprila 1941 se je kot prostovoljec priključil jugoslovanski vojski, prišel do Karlovca in se po kapitulaciji vrnil v Kranj. Do poletja 1941 je sodeloval pri snovanju partizanskega boja na Gorenjskem. Konec julija se je pridružil 1. Kranjski četi in se sredi avgusta udeležil spopada z Nemci pri Verbičevi koči pod Storžičem. Septembra se je po dogovoru vrnil v rojstni kraj z nalogo, da organizira na Cerkljanskem in Baški grapi partizansko gibanje. Do pomladi 1942 je pridobival somišljenike, ki so bili pretežno člani ali sodelavci nekdanje organizacije TIGR. Vse do leta 1945 je nato opravljal vrsto pomembnih političnih funkcij v Osvobodilni fronti za Primorsko. S prekinitvami zaradi zdravstvenih težav je na političnem področju delal tudi po osvoboditvi. Med drugim je bil: kadrovski referent okraja Kranj (1946-1956), sekretar občinskega komiteja KPS Kranj, predsednik Občine Kranj in poslanec Zvezne skupščine SFRJ.
Brovič, ki je nosilec partizanske spomenice, je pripadal generaciji ljudi, ki so zrasli v vodilne politične funkcionarje predvsem zaradi politične dejavnosti med obema svetovnima vojnama in so po letu 1945 na vodilnih položajih brez lastne kreativnosti le prenašali navodila od zgoraj. 1948–1952 je bil župan Kranja.      